# 山下聖美
ソコロワ　山下 聖美（ソコロワ　やました きよみ、1972年8月 - ）は、日本近代文学研究者、日本大学教授。　
日本女子大学英文科卒業、2001年日本大学大学院芸術学研究科博士課程修了、「宮沢賢治研究史 日本における宮沢賢治の受容に関する考察」により芸術学博士。2000年日大副手、2002年助手、2007年芸術学部文芸学科専任講師。2011年芸術学部文芸学科准教授。2015年芸術学部文芸学科教授。　・（2024年　日本大学　副学長）,
従来の宮沢賢治研究205冊を読破した成果が博士論文で、賢治研究をメタレベルで捉え精力的な執筆活動をしている。群ようこ論、林芙美子論もある。
また現在、学内サークル「日芸マスコミ研究会」の顧問を務めている。
文學界「新人小説月評」を2008年下期に担当した。

## 著書
- 宮沢賢治を読む D文学研究会・星雲社 1998年
- 検証・宮沢賢治論 D文学研究会・星雲社 1999年
- ケンジ童話とその周辺 D文学研究会・星雲社 2000年
- 宮沢賢治・「風の又三郎」論 D文学研究会 2002年（D新書）
- 検証・宮沢賢治の詩 1　春と修羅 鳥影社 2002年
- 宮沢賢治・『ポラーノの広場』論 D文学研究会 2003年（D新書）
- 検証・宮沢賢治の詩 2「永訣の朝」「松の針」「無声慟哭」 鳥影社 2004年
- ニチゲー力 日大芸術学部とは何か 三修社 2006年
- 一〇〇年の坊っちゃん D文学研究会・星雲社 2007年
- 賢治文学「呪い」の構造 三修社 2007年
- 宮沢賢治のちから 新書で入門 新潮新書 2008年
- 女脳文学特講 三省堂 2011
- わたしの宮沢賢治第2巻 豊饒の人 ソレイユ出版 2018年

## 共著
- ケンジ童話の授業 「雪渡り」研究 清水正、峰村澄子共著 D文学研究会 2005

## メディア出演

### テレビ
- 100分de名著 　https://www.nhk.jp/p/meicho/ts/XZGWLG117Y/　_1冊の名著を25分×4回＝100分で読み解いていきます。）（Eテレ；NHK教育）、【指南役】（読み解き；解説コメンテーター）
  - _《名著63》_宮沢賢治スペシャル（Eテレ；NHK教育）
    - 第1回　自然からもらってきた物語（2017年3月6日〔月〕）
    - 第2回　永遠の中に刻まれた悲しみ（2017年3月13日〔月〕）
    - 第3回　理想と現実のはざまで（2017年3月20日〔月〕）
    - 第4回　「ほんとう」を問い続けて（2017年3月27日〔月〕）

  - _《名著145》_有吉佐和子スペシャル（Eテレ；NHK教育）
    - 第１回 埋もれた「女たちの人生」を掘り起こす_「華岡青洲の妻 ・加恵」（NHK教育　2024年12月2日〔月〕、2024年12月6日〔金〕🈞）
    - 第2回「老い」を直視できない人々_「恍惚の人」前半（NHK教育 2024年12月9日〔月〕）
    - 第3回 老いてなお輝きわたる尊厳_「恍惚の人」後半（NHK教育 2024年12月16日〔月〕）
    - 第4回 人生の皮肉を斜めから見つめる_「青い壺」（NHK教育 2024年12月23日〔月〕午後10時25分～10時50分)